# Darnell Hillman
Darnell Hillman (Sacramento, 29 agosto 1949) è un ex cestista statunitense, professionista nella ABA e nella NBA.

## Carriera
Venne selezionato dai San Francisco Warriors al primo giro del Draft NBA 1971 (8ª scelta assoluta).
Con gli Stati Uniti ha disputato i Campionati mondiali del 1970.

## Statistiche
| † | Denota una stagione in cui ha vinto il titolo ABA |
| * | Primo nella lega                                  |
| * | Record                                            |

### ABA-NBA

#### Regular Season
| Anno            | Squadra              | PG  | PT | MP   | TC%  | 3P%  | TL%  | RP  | AP  | PRP | SP  | PP   |
| --------------- | -------------------- | --- | -- | ---- | ---- | ---- | ---- | --- | --- | --- | --- | ---- |
| 1971-72†        | Indiana Pacers (ABA) | 73  |    | 19,0 | 48,8 | 20,0 | 64,4 | 6,5 | 0,7 |     |     | 7,1  |
| 1972-73†        | Indiana Pacers       | 84* |    | 30,3 | 44,6 | 0,0  | 58,7 | 8,8 | 1,5 |     | 1,4 | 9,6  |
| 1973-74         | Indiana Pacers       | 83  |    | 27,9 | 49,8 | 37,5 | 51,8 | 8,1 | 1,2 | 0,8 | 2,1 | 9,1  |
| 1974-75         | Indiana Pacers       | 81  |    | 32,1 | 52,7 | 0,0  | 75,2 | 9,2 | 1,6 | 0,9 | 1,6 | 13,9 |
| 1975-76         | Indiana Pacers (ABA) | 74  |    | 29,3 | 45,3 | 25,0 | 72,3 | 9,1 | 2,0 | 1,1 | 1,1 | 13,4 |
| 1976-77         | Indiana Pacers (NBA) | 82  |    | 28,1 | 44,3 |      | 66,0 | 8,5 | 2,0 | 1,2 | 1,3 | 10,7 |
| 1977-78         | N.J. Nets (NBA)      | 45  |    | 27,1 | 47,1 |      | 57,6 | 7,5 | 1,1 | 1,1 | 1,0 | 13,1 |
| 1977-78         | Denver Nuggets (NBA) | 33  |    | 22,6 | 49,8 |      | 60,5 | 7,2 | 1,6 | 0,4 | 1,1 | 7,8  |
| 1978-79         | K.C. Kings           | 78  |    | 20,7 | 49,3 |      | 55,8 | 5,5 | 1,2 | 0,6 | 0,8 | 7,0  |
| 1979-80         | G.S. Warriors        | 49  |    | 14,4 | 45,8 | 0,0  | 50,0 | 3,7 | 1,0 | 0,4 | 0,5 | 4,0  |
| Carriera ABA    | Carriera ABA         | 395 |    | 27,9 | 48,3 | 16,7 | 65,3 | 8,4 | 1,4 | 0,9 | 1,6 | 10,6 |
| Carriera NBA    | Carriera NBA         | 287 |    | 23,0 | 46,6 | 0,0  | 59,2 | 6,6 | 1,4 | 0,8 | 1,0 | 8,6  |
| Carriera Totale | Carriera Totale      | 682 |    | 25,8 | 47,7 | 16,7 | 62,8 | 7,6 | 1,4 | 0,9 | 1,3 | 9,8  |

#### Massimi in carriera
Regular Season
- Massimo di punti in ABA: 35 vs Denver Nuggets (28 dicembre 1975)
- Massimo di punti in NBA: 28 vs Chicago Bulls (11 novembre 1977)
- Massimo di rimbalzi in ABA: 24 vs San Diego Conquistadors (25 novembre 1972)
- Massimo di rimbalzi in NBA: 22 vs New York Nets (23 dicembre 1976)
- Massimo di assist in ABA: 7 (4 volte)
- Massimo di assist in NBA: 6 vs Chicago Bulls (11 novembre 1977)
- Massimo di palle rubate in ABA: 4 vs Spirits of St. Louis (16 novembre 1975)*
- Massimo di palle rubate in NBA: 4 (3 volte)
- Massimo di stoppate in ABA: 10 vs The Floridians (12 marzo 1972)*
- Massimo di stoppate in NBA: 7 vs New York Nets (23 dicembre 1976)

(* tenendo conto dei dati ABA al momento disponibili e che le statistiche di queste categorie vennero registrate sistematicamente solo dalla stagione ABA 1973-1974)

#### Play-off
| Anno            | Squadra              | PG  | PT | MP   | TC%  | 3P% | TL%  | RP   | AP  | PRP | SP  | PP   |
| --------------- | -------------------- | --- | -- | ---- | ---- | --- | ---- | ---- | --- | --- | --- | ---- |
| 1972†           | Indiana Pacers (ABA) | 20* |    | 16,4 | 55,8 | 0,0 | 54,5 | 5,5  | 0,5 |     |     | 6,2  |
| 1973†           | Indiana Pacers       | 18  |    | 26,9 | 42,6 | 0,0 | 57,1 | 7,5  | 0,9 |     |     | 5,9  |
| 1974            | Indiana Pacers       | 14  |    | 25,1 | 55,3 | 0,0 | 50,0 | 7,1  | 0,9 | 0,4 | 1,1 | 8,4  |
| 1975            | Indiana Pacers       | 17  |    | 28,4 | 50,0 | 0,0 | 68,6 | 7,8  | 0,8 | 0,6 | 1,8 | 10,6 |
| 1976            | Indiana Pacers (ABA) | 3   |    | 37,0 | 41,0 | 0,0 | 78,6 | 10,3 | 3,3 | 2,0 | 1,7 | 14,3 |
| 1978            | Denver Nuggets (NBA) | 13  |    | 20,0 | 39,2 |     | 73,3 | 6,2  | 1,4 | 0,5 | 0,5 | 5,6  |
| 1979            | K.C. Kings           | 5   |    | 22,4 | 31,3 |     | 52,9 | 6,6  | 1,6 | 0,8 | 0,6 | 5,8  |
| Carriera ABA    | Carriera ABA         | 72  |    | 24,4 | 49,8 | 0,0 | 59,8 | 7,1  | 0,9 | 0,6 | 1,5 | 7,9  |
| Carriera NBA    | Carriera NBA         | 18  |    | 20,7 | 36,9 |     | 62,5 | 6,3  | 1,4 | 0,6 | 0,6 | 5,7  |
| Carriera Totale | Carriera Totale      | 90  |    | 23,7 | 47,3 | 0,0 | 60,2 | 6,9  | 1,0 | 0,6 | 1,2 | 7,5  |

#### Massimi in carriera
Play-off
- Massimo di punti in ABA: 34 vs Denver Nuggets (25 aprile 1975)
- Massimo di punti in NBA: 12 vs Seattle SuperSonics (12 maggio 1978)
- Massimo di rimbalzi in ABA: 19 vs Utah Stars (19 aprile 1973)
- Massimo di rimbalzi in NBA: 11 (2 volte)
- Massimo di assist in ABA: 6 vs Utah Stars (19 aprile 1973)
- Massimo di assist in NBA: 3 (2 volte)
- Massimo di palle rubate in ABA: 3 vs Denver Nuggets (22 aprile 1975)*
- Massimo di palle rubate in NBA: 3 vs Seattle SuperSonics (5 maggio 1978)
- Massimo di stoppate in ABA: 7 vs Denver Nuggets (22 aprile 1975)*
- Massimo di stoppate in NBA: 2 vs Seattle SuperSonics (12 maggio 1978)

(* tenendo conto dei dati ABA al momento disponibili e che le statistiche di queste categorie vennero registrate sistematicamente solo dalla stagione ABA 1973-1974)

## Palmarès
- Campionato ABA: 2

Indiana Pacers: 1972, 1973
- NBA Slam Dunk Contest 1976-1977
- Ventinovesimo migliore rimbalzista di sempre ABA
- Quinto per numero di stoppate di sempre ABA
- Decimo migliore giocatore di sempre per stoppate a partita ABA in regular season (1,6 stoppate a partita)
- Ventinovesimo miglior giocatore per palle rubate di sempre ABA